# Mörker, ta min hand
Mörker, ta min hand (originaltitel: Darkness, Take My Hand) är en kriminalroman från 1996 av Dennis Lehane, som utkom på svenska 2006. Det är den andra boken i serien om privatdetektiverna Patrick Kenzie och Angie Gennaro.

## Handling
Gennaro och Kenzie får i uppdrag att skydda en känd psykologs son mot ett hot som man först tror kommer från den lokala maffian. I själva verket är det en fängslad seriemördare som lyckas operera inifrån fängelsecellen. 

## Utgåvor på svenska
- 2006 - ISBN 91-0-011140-6
- 2007 - ISBN 91-7001-507-4